# Richard Bedford Bennett
Richard Bedford Bennett, primer vescomte de Bennett, advocat i polític canadenc. Va néixer el 3 de juliol de 1870 a Hopewell Hill, Nova Brunswick. Va morir el 1947 a Anglaterra.
Assistí a la Universitat de Dalhousie, on es gradua en Dret. Va ser triat a l'Assemblea Legislativa dels Territoris del Nord-oest el 1898, sent reelegit el 1902.
El 1905 va esdevenir líder conservador d'Alberta i el 1909 va guanyar la legislatura per aquesta zona.
Triat a la Cambra dels comuns el 1911. Va ser designat com a Ministre de Justícia el 1921 i de Finances el 1926. Es va convertir en líder conservador del Canadà el 1927, aconseguint ser primer ministre el 1930, en derrotar a William Lyon Mackenzie King.
Va tenir una política exterior anticomunista, va incorporar algunes pràctiques del New Deal nord-americà a la política econòmica per pal·liar la crisi internacional. Malgrat els seus intents, no va poder revertir la situació política i va ser derrotat el 1935 per Mackenzie King.
Es va retirar a la Gran Bretanya el 1938 i es convertí en vescomte de Bennett. Després de sofrir un atac de cor morí 26 de juny de 1947.